# Sarah Claxton
Sarah Claxton (ur. 23 września 1979) – angielska lekkoatletka specjalizująca się w biegach płotkarskich.

## Osiągnięcia
- 4. miejsce podczas Mistrzostw Świata Juniorów w Lekkoatletyce (Skok w dal Annecy 1998)
- 1. miejsce w I lidze Pucharu Europy (Bieg na 100 m przez płotki Leiria 2005)
- 8. miejsce na Igrzyskach olimpijskich (Bieg na 100 m przez płotki Pekin 2008)

## Rekordy życiowe
- Bieg na 100 m przez płotki - 12.81 (2008)
- Bieg na 60 m przez płotki (hala) - 7.96 (2005 & 2009)
- Skok w dal - 6.60 (2003)